# Midnight Club: Los Angeles
Midnight Club: Los Angeles (w skrócie MC:LA lub Midnight Club: L.A.) – czwarta część serii gier Midnight Club o nielegalnych wyścigach samochodowych i motocyklowych na ulicach miast. Gra została zapowiedziana 16 maja 2007 roku przez Rockstar Games. Została stworzona tak jak poprzednie części serii przez Rockstar San Diego, twórcę gry Rockstar Games Presents Table Tennis.
23 sierpnia 2007 roku na oficjalnej stronie gry pojawił się pierwszy trailer gry oraz zostały umieszczone pierwsze screeny z gry. Wkrótce później w sieci pojawiły się kolejne materiały.

## Midnight Club: Los Angeles Complete Edition
18 września 2009, sklep internetowy Amazon jako pierwszy wydał grę w edycji Midnight Club: Complete Edition na konsole PS3 oraz Xbox 360. Ta edycja gry zawiera główną wersję oraz dodatki South Central Map Expansion, South Central Vehicle Pack 1, South Central Vehicle Pack 2, Police Car Pack, South Central Premium Upgrade Content.